# N末端プロ脳性ナトリウム利尿ペプチド
N末端プロ脳性ナトリウム利尿ペプチド(エヌまったんプロのうせいナトリウムりにょうペプチド, N-terminal pro-brain natriuretic peptide; NT-proBNP、BNP前駆体N端フラグメントとも)とは、脳性ナトリウム利尿ペプチド前駆体(BNP前駆体、proBNP)から、脳性ナトリウム利尿ペプチド(BNP)が分離されたN末端(アミノ基)を含む残基。proBNPの1～76アミノ酸を含む。

## 特徴
心室に負荷がかかると、134アミノ酸からなるpre-proBNPが合成される。pre-proBNPは、プロセッシングを受け、108アミノ酸からなるproBNP(1-108アミノ酸)となる。proBNPはさらに生物学的活性を持つBNP(77-108アミノ酸)と活性を持たないNT-proBNP(1-76アミノ酸)に切断される。すなわちBNPとNT-proBNPは一対一の関係で生成される。
BNPは心不全のマーカーとしてすでのその地位を確立しており、NT-proBNPも同様に心不全のマーカーとして用いられるようになっている。

## 診断
心不全の診断には日本循環器学会の慢性心不全治療ガイドライン(2010年度版)・日本心不全学会「BNPに関する学会ステートメント」では、NT-proBNP >400pg/mL または BNP >100pg/mLをカットオフとしている。

| 健常人の95%が含まれるNT-proBNP上限 | 健常人の95%が含まれるNT-proBNP上限 | 健常人の95%が含まれるNT-proBNP上限 | 健常人の95%が含まれるNT-proBNP上限 |
| 性別                               | 年齢                               | 上限値 pg/mL                       |                                    |
| ---------------------------------- | ---------------------------------- | ---------------------------------- | ---------------------------------- |
| 男性                               | < 45 歳                            | 90                                 |                                    |
| 男性                               | 45-59 歳                           | 140                                |                                    |
| 男性                               | 55-64 歳                           | 180                                |                                    |
| 男性                               | 65-74 歳                           | 230                                |                                    |
| 男性                               | > 75 歳                            | 850                                |                                    |
| 女性                               | < 45 歳                            | 180                                |                                    |
| 女性                               | 45-54 歳                           | 190                                |                                    |
| 女性                               | 55-64 歳                           | 230                                |                                    |
| 女性                               | 65-74 歳                           | 350                                |                                    |
| 女性                               | > 75 歳                            | 620                                |                                    |

| 解釈                  | 年齢    | 範囲        |
| --------------------- | ------- | ----------- |
| 鬱血性心不全 の可能性 | < 75歳  | > 125 pg/mL |
| 鬱血性心不全 の可能性 | > 75 歳 | > 450pg/mL  |

| 解釈                | 年齢            | 範囲        |
| ------------------- | --------------- | ----------- |
| 急性心不全 の可能性 | ≦ 50歳          | > 450 pg/mL |
| 急性心不全 の可能性 | 50< かつ <75 歳 | >900pg/mL   |
| 急性心不全 の可能性 | ≧ 75 歳         | >1800pg/mL  |

BACH試験では、心房細動合併時の心不全診断のカットオフ値はBNP 490 pg/mL, NT-proBNP 3460 pg/mLと報告されている。

心不全を完璧に診断できるというBNP値はない。

心不全のみならず、冠動脈疾患、脳卒中の予測因子としても有用との報告がある。